# Claude de Givray
Claude de Givray (* 7. April 1933) ist ein französischer Regisseur und Drehbuchautor.
Bekannt ist Claude de Givray vor allem als Co-Autor François Truffauts für dessen Filme Geraubte Küsse (1968) und Tisch und Bett (1968). Zwischen den beiden Filmen inszenierte Claude de Givray die von ihm selbst geschriebene Miniserie Mauregard und engagierte die Hauptdarstellerin der beiden Truffaut-Filme, Claude Jade, für die Rolle der Françoise. Als Regisseur hatte er bereits 1960 mit Tire-au-flanc, bei dem Truffaut am Drehbuch beteiligt war, debütiert. Es folgten weitere Regiearbeiten: Une grosse tête (1961) mit Eddie Constantine, Un mari a prix fixe (1963) mit Anna Karina, L'amour à la chaîne (1963) mit Jean Yanne, die Serie Mauregard (1970) mit Richard Leduc und Claude Jade sowie die Komödie Dernier banco (1984) mit Jean-Pierre Cassel. Nach einem Drehbuch von Truffaut und de Givray drehte Claude Miller 1988 Die kleine Diebin mit Charlotte Gainsbourg.

## Filmographie als Regisseur
- 1960: Tire-au-flanc 62 (Regie: Claude de Givray, François Truffaut), D: Christian de Tillière, Ricet Barrier
- 1962: Eddie und die scharfen Kurven (Regie: Claude de Givray) D: Eddie Constantine, Alexandra Stewart, Georges Poujouly
- 1965: Mädchen, die sich verkaufen (Regie: de Givray, Buch: de Givray, Bernard Revon), D: Valeria Ciangottini, Jean Yanne
- 1965: Un mari à prix fixe (Regie: de Givray, Buch: Roger Hanin) D: Roger Hanin, Anna Karina
- 1969: Mauregard (Regie: de Givray, Buch: de Givray, Bernard Revon) D: Richard Leduc, Claude Jade, Henri Guisol
- 1971: Adieu mes quinze ans (Regie: Claude de Givray), D: Patricia Calas, Christian Baltauss, Henri Guisol
- 1978: Améthiste ou La comédie de l'informatique D: Yolande Folliot, Georges Claisse, Jean-Paul Tribout
- 1984: Dernier banco, D: Jean-Pierre Cassel, Michel Duchaussoy, Pascale Petit, Dominique Constanza, Pauline Lafont
- 1986: La méthode rose, D: Jean-Pierre Cassel, Marie-Noëlle Eusèbe, Danielle Volle, Gérard Caillaud, Elisabeth Kaza

## Filmographie als Autor
- 1960: Wie leicht kann das ins Auge gehen (Regie: Pierre Grimblat), D: Eddie Constantine, Bernadette Lafont
- 1968: Geraubte Küsse (Regie: François Truffaut), D: Jean-Pierre Léaud, Claude Jade, Delphine Seyrig
- 1970: Tisch und Bett (Regie: François Truffaut), D: Jean-Pierre Léaud, Claude Jade, Daniel Ceccaldi
- 1980: Le coeur en écharpe (Regie: Philippe Viard), D: Richard Berry, Caroline Cellier
- 1984: Ein höllischer Sommer (R: Michael Schock), D: Thierry Lhermitte, Véronique Jannot, Daniel Duval
- 1988: Die kleine Diebin (R: Claude Miller, Buch: Truffaut, de Givray), D: Charlotte Gainsbourg, Simon de La Brosse

## Filmographie als Produzent
- 1992: Die Affäre Szenec (R: Yves Boisset), D: Christophe Malavoy, Nathalie Roussel, Jean Yanne, Madeleine Robinson